# Natalie Purcell
Natalie Purcell, coniugata Taylor (Manukau, 24 dicembre 1982), è una cestista neozelandese.
È la sorella di Charmian Purcell.

## Carriera
Con la Nuova Zelanda ha disputato i Giochi olimpici di Pechino 2008, quattro edizioni dei Campionati oceaniani (2007, 2009, 2011, 2015) e due dei Campionati asiatici (2017, 2019).